# Arzama obliqua
Arzama obliqua är en fjärilsart som beskrevs av Walker 1865. Arzama obliqua ingår i släktet Arzama och familjen nattflyn. Inga underarter finns listade i Catalogue of Life.